# Xã Quincy, Quận Olmsted, Minnesota
Xã Quincy (tiếng Anh: Quincy Township) là một xã thuộc quận Olmsted, tiểu bang Minnesota, Hoa Kỳ. Năm 2010, dân số của xã này là 339 người.